# 国会議事堂 (ギリシャ)
国会議事堂（こっかいぎじどう、ギリシア語: κτίριο του Ελληνικού Κοινοβουλίου）は、ギリシャ議会の議事堂。首都アテネのシンタグマ広場に面している。議会は一院制である。

## 歴史
1843年にギリシャ王室の宮殿として建設された。費用は国王オソン1世の父ルートヴィヒ1世が負担した。設計はドイツ人建築家フリードリッヒ・フォン・ゲルトナーで、装飾が簡略化されたギリシャ建築である。
1924年のギリシャ第二共和政樹立によって王室が廃止されると宮殿は政府庁舎として利用された。1929年、ギリシャ政府は宮殿を議事堂に改築する決定をした。1934年に改築工事が完了し、1935年から国会議事堂として使用されている。議事堂は現在でも「旧王宮」と呼ばれることが多い。

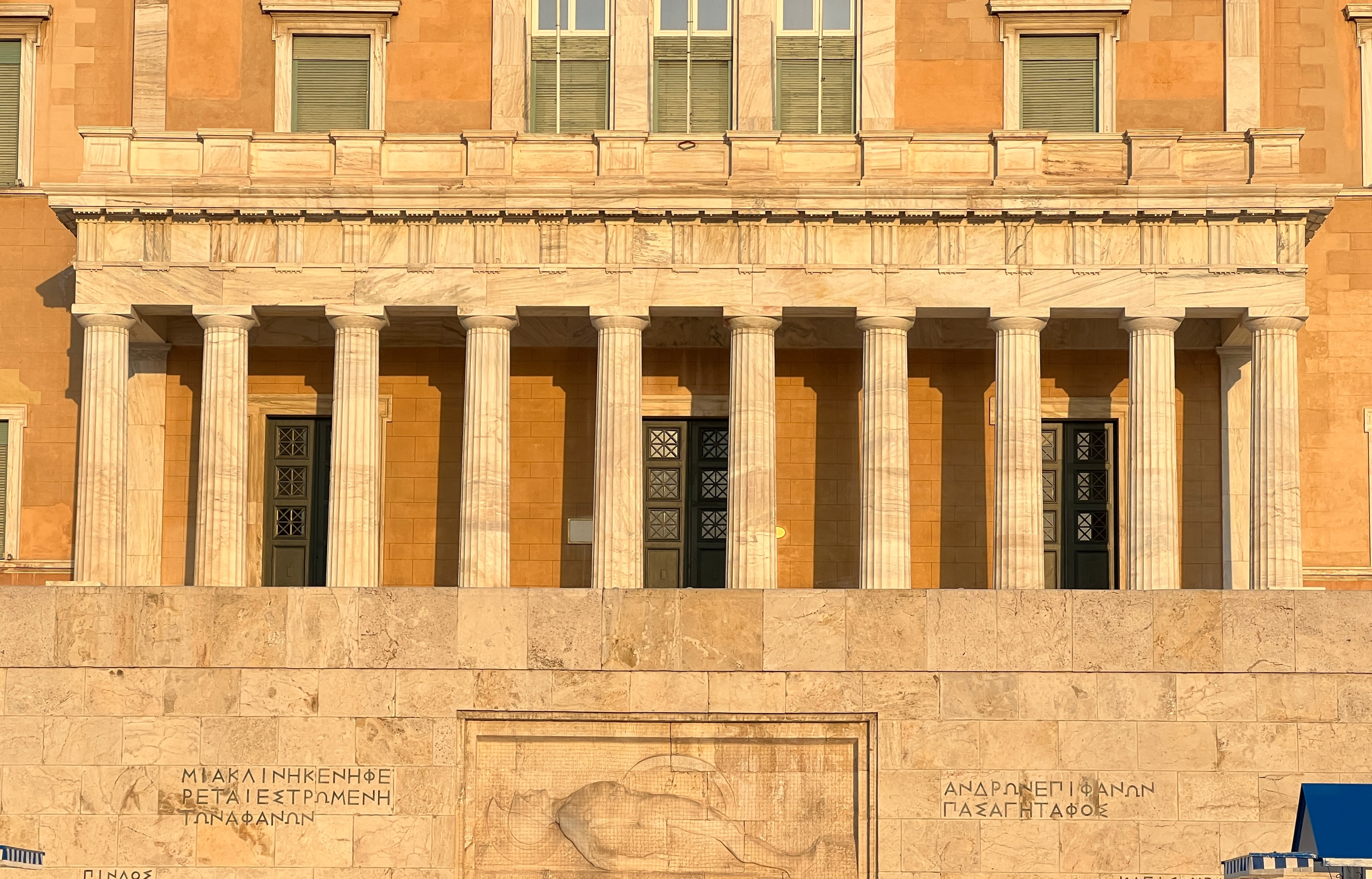
正面入口
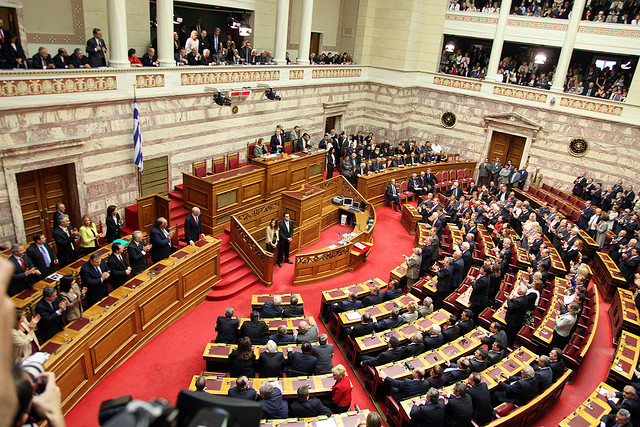
議場
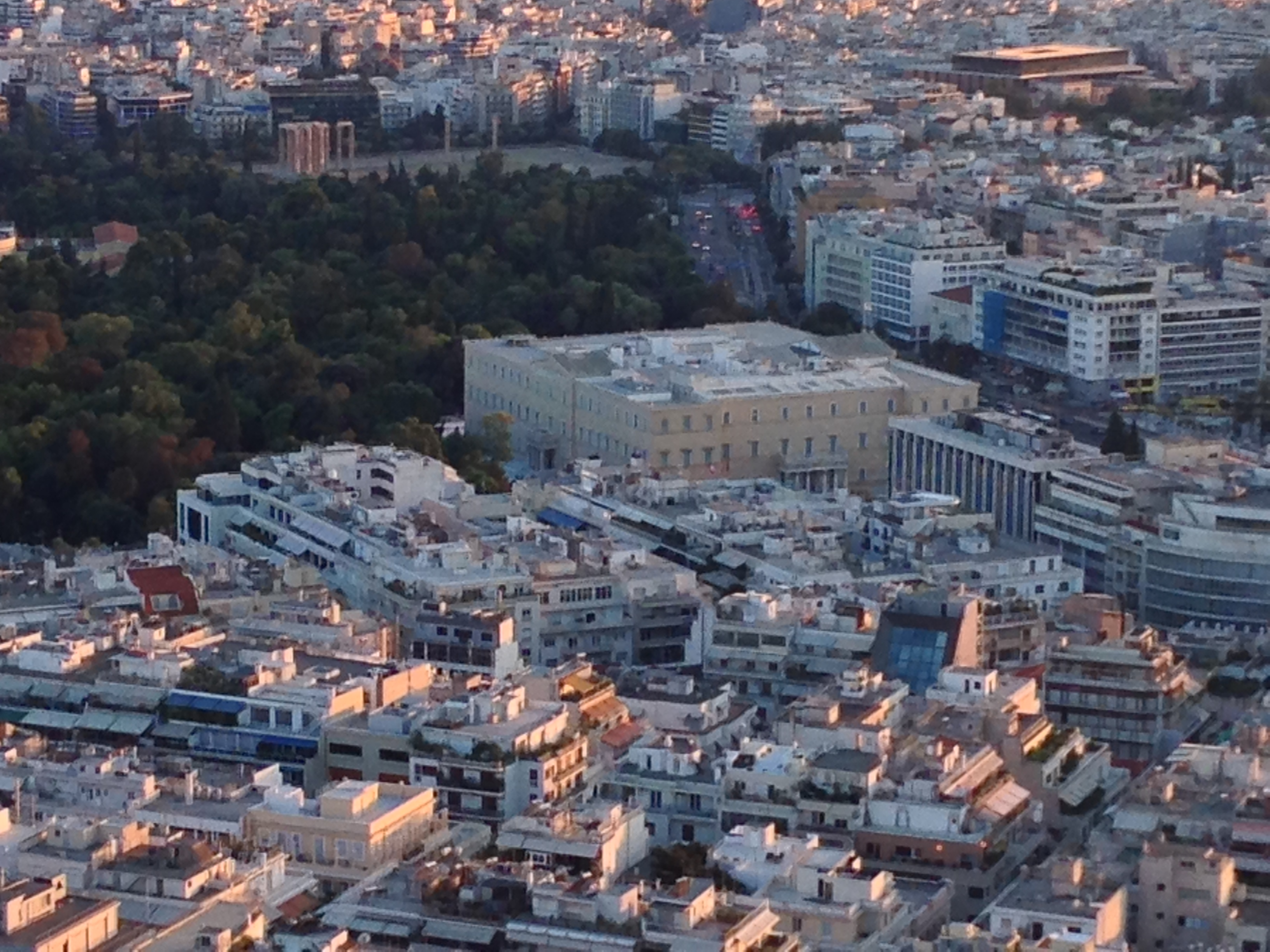
遠望